# حسین وحید خراسانی
حسین وحید (زادهٔ ۱۱ دی ۱۲۹۹) مشهور به وحید خراسانی فقیه، اصولی، مجتهد و از مراجع تقلید شیعه امامیه می‌باشد. وی در قم اقامت دارد.
او پدرزن صادق لاریجانی رئیس مجمع تشخیص مصلحت نظام ایران است.

## مراحل تحصیل و استادان
وی تحصیل علوم دینی را در مشهد آغاز کرد. پس از خواندن ادبیات، سطوح اولی و نهائی را از محمد نهاوندی صاحب تفسیر فراگرفت. پس از اتمام سطح، در درس خارج فقه میرزا مهدی اصفهانی و آشتیانی حاضر شده به اجتهاد رسید.
علوم عقلی را از میرزا ابوالقاسم الهی و میرزا مهدی آشتیانی فرا گرفته و در سال ۱۳۲۷ در ری با سیدمحمدحجت کوه‌کمره‌ای دیدار کرد و پس از مذاکرات علمی موفق به دریافت اجازه اجتهاد مطلق گردید.
وی به قصد تکمیل مبانی و آگاهی از دیدگاه‌های مراجع حوزه علمیه نجف، در حالی که به درجه اجتهاد رسیده بود، در ۲۷ سالگی به حوزه علمیه نجف مهاجرت کرد و سال‌ها در درس استادان برجسته این حوزه حاضر شد. مهم‌ترین استاد وی سید ابوالقاسم خویی است که به مدت ۱۲ سال در دروس فقه و اصول وی شرکت جست و یکی از شاگردان برجسته و مشهور اوست.
زندگی‌نامهٔ وحید خراسانی در وبگاه شخصی وی مورد توجه برخی بوده است. در این وبگاه، در بخش زندگی‌نامه تنها عبارت «جز قصور و تقصیر چیزی ندارم.» درج شده است.

## تدریس
او از سال ۱۳۳۷ خورشیدی پس از تدریس سال‌های متوالی دروس سطح، درس خارج فقه و اصول را آغاز نمود و نزدیک به دوازده سال در نجف آن را ادامه داد.
پس از بازگشت به ایران در سال ۱۳۴۹ در شهر مشهد به تدریس پرداخت. او در پاییز ۱۳۴۹ از مشهد به قم آمد. دربارهٔ علت هجرت او از مشهد به قم گفته شده: اقامتش در مشهد مستلزم سختی در ارتباط با دولت و حکومت آن زمان بوده است و از او توقعاتی داشته‌اند. با وجود اینکه سید محمدهادی میلانی سد مستحکمی در این جهت بود، اما درعین‌حال آن توقعات برای وی ناپذیرفتنی و تحمل‌ناپذیر بود؛ لذا مشهد را ترک کرده و به قم آمد.
وی از پاییز ۱۳۴۹ تا ۱۳۹۷ به تدریس خارج فقه و اصول اشتغال داشت و حوزهٔ او یکی از پر رونق‌ترین دروس حوزهٔ علمیه قم بود و در شاخه اصول در حوزه به وحید در اصول شهره است. اما از سال ۱۳۹۷ به علت کسالت و ازدیاد سن اکثر تدریس‌های او لغو گردیده است.
از جمله شاگردانش، حبیب‌الله رهبر و ابراهیم دیراوی بودند.

## مرجعیّت
وحید خراسانی یکی از هفت نفری می‌باشد که جامعه مدرسان حوزه علمیه قم بعد از درگذشت محمد علی اراکی به عنوان مرجع تقلید معرفی کرده است. دفتر و منزل او در خیابان صفائیه شهر قم واقع است.

## موضع‌گیری‌ها

### مواضع سیاسی
وحید خراسانی در دیدار با حسن روحانی در اسفند ۹۳، وی را یکی از بهترین رئیس‌جمهورهای ایران معرفی کرد.
وی در ۲۲ فروردین ماه ۱۳۹۷ در جلسه درس خارج فقه خود، ضمن انتقاد از عدم تعطیلی روز شهادت موسی بن جعفر، نظام جمهوری اسلامی را حکومتی گمراه خواند. به گفتهٔ محسن کدیور، وحید خراسانی اعتقادی به ولایت فقیه ندارد. وحید خراسانی، ولایت فقیه را از باب «قدر متقن در امور حسبیه» قبول دارد، … بدین معنی که از دیدگاه وی پذیرفته است که چنانچه مردم متقاضی تشکیل حکومت اسلامی شده باشند و فقیه جامع شرایطی را به منظور رهبری انتخاب نمودند، بر وی لازم می‌باشد که رهبری را قبول نمایند و مخالفت کردن با این چنین فقیهی جایز نیست.
وی پس از درگذشت حسینعلی منتظری در بیت وی حاضر شد و ضمن تسلیت به خانواده وی گفت: «من سابقه دوستی ۵۰ ساله با ایشان داشتم و آن بزرگوار را در همه جهات و در همه زمان‌ها عالمی عامل می‌دانستم. رحمت و رضوان خدا بر ایشان باد.» وی همچنین از اهانت انجام‌شده به حسن خمینی در مراسم سالگرد درگذشت روح‌الله خمینی ابراز تأسف کرد.
مراسم معارفه صادق لاریجانی (داماد وحید خراسانی) به عنوان رئیس قوه قضاییه یک بار لغو شد و با تأخیر چند روز بعد برگزار شد. برخی سایت‌ها خبری منتشر کردند که وحید خراسانی دامادش را از احراز این پست بر حذر داشته است؛ به نقل از خبر آنلاین: یک مقام آگاه و نزدیک به صادق لاریجانی این مطلب را شایعه خواند و اظهار داشت: «چنین اخباری، شایعه‌ای بیش نیست و از اساس تکذیب می‌شود.»
وی در جریان سفر علی خامنه‌ای به قم در سال ۱۳۸۹ به دیدار او نرفت. تا آنجا که یحیی انصاری شیرازی از علمای معنوی گله‌مندی خود را از وی چنین بیان کرده بود: «بنده خیلی در این روزها در تشویش هستم که چرا آقای وحید به دیدن آقای خامنه‌ای نیامد و این واقعاً یک نقیصه‌ای شده است برای بیت ایشان.»
سید مجید مصطفوی که خود را عضو جامعه مدرسان طلاب قم و نجف می‌داند در گفتگو با صدای آمریکا در نقل‌قولی تقریبی مدعی شد که او شروطی را برای ملاقات خود گذاشته بوده که از جملهٔ آن‌ها آزادی زندانیان سیاسی و عذرخواهی از ملت است. این نقل هیچ‌گاه از طرف هیچ‌یک از منابع رسمی یا نزدیک به وحید خراسانی تکذیب نشده است.
سید علی خامنه‌ای در جریان سفر خود به قم (سال ۱۳۹۴) با وی و دو نفر از مراجع دیدار کرد.
در ماجرای عمل جراحی سیدعلی خامنه‌ای، پسر ارشد وی به عیادت خامنه‌ای رفت. همچنین چند روز بعد، وحید خراسانی از طریق تماس تلفنی جویای حال رهبر ایران شد. در مرداد ۱۳۹۷ در حرم رضوی علی خامنه‌ای با وی دیدار کرد.
این مواضع و مطالب منتسب به وی در حالی است که دفتر وحید خراسانی طی اطلاعیه‌ای که در وب‌سایت او موجود است، انتصاب هرگونه مطلب از وحید خراسانی را که در سایت مذکور درج نشده باشد، مورد تأیید نمی‌داند. در اطلاعیه یادشده تصریح شده است: «هرگونه جواب استفتاء و مطلبی که در سایت‌ها و مجلات و کتاب‌ها و روزنامه‌ها، یا از طریق پیامک و… از معظم‌له یا دفتر ایشان نقل شود، در صورتی‌که در پایگاه اطلاع‌رسانی ایشان موجود نباشد یا مورد تأیید دفتر معظم‌له نباشد اعتبار ندارد».

### مواضع مذهبی
وی در سال ۱۳۷۹ از سید محمد خاتمی، رئیس‌جمهور وقت خواست سالروز شهادت حضرت زهرا سلام‌الله علیها را تعطیل رسمی اعلام کند که این امر محقق شد.
در آذر ۱۳۸۹ وی نمایش چهرهٔ حضرت ابوالفضل العباس را در یک سریال تلویزیونی نامشروع دانست. پس از آن وبگاه الف متعلق به احمد توکلی با ادبیاتی تند به انتقاد از وی پرداخت و پس از مطرح کردن موضوع سریال از او پرسید که چرا رفتار معترضان در روز عاشورای سال قبل و مراسم تشییع حسینعلی منتظری را محکوم نکرده است. بسیاری از سایت‌ها از جمله شیعه آنلاین این مقاله را اهانت مستقیم به مرجعیت شیعه و دخالت در کار مراجع دانستند و محکوم کردند.
وحید در ابتدای درس خارج خود در مسجد اعظم قم در صبح چهارشنبه ۲۰ فروردین ۱۳۹۳ با ادبیاتی عجیب بیان داشت: «کار به جایی رسیده که بعضی‌ها یک جفتک می‌اندازند آیت‌الله می‌شوند، یک جفتک دیگر می‌اندازند آیت‌الله العظمی می‌شوند، حالا هم جفتک انداخته می‌خواهند مرجع تقلید اعلم شوند».
در درس خارج خود در مسجد اعظم قم، در ۱ اسفند ۱۳۸۹، اشاره‌ای به موضوع زندان از نظر فقه نموده و از آن به عنوان موضوعی شدید یاد کرد که فقط فقیهی که به «مُخّ فقاهت» رسیده، می‌داند که حبس در چه مواقعی جایز است. وحید خراسانی تأکید نمود که اساس دین بر حریت است: «فقیهی که به مُخّ فقاهت رسیده، می‌داند حبس در چه مواردی است و چقدر امر حبس شدید است و اساس دین بر حریت بشر است و حبس و زندانی کردن او و حرمان او از جامعه و از خانواده در چه حد از شدت است و موارد حبس در شریعت در چه مواردی و با چه دقتی مطرح شده است» خانوادهٔ گروهی از زندانیان سیاسی این سخنان وحید خراسانی را به عنوان انتقاد از دستگاه قضایی کشور تعبیر کرده‌اند و با ارسال نامه‌ای از موضع‌گیری وی تقدیر نموده‌اند.
در یکی از سخنرانی‌های خود، خطاب به پاپ گفته است: ای پاپ وامانده! که سکوت می‌کنی، عرضه داری جواب این را بدهی؟ اگر این قرآن نبود به حکم تورات و انجیلی که الآن هست، عیسی بن مریم ولد الزنا است و ولد الزنا محروم از ملکوت خدا است پس هم نسب عیسی، هم حسب عیسی به برکت نفس خاتم انبیاء است!
وی در سال ۱۳۹۴ در سخنرانی خود به‌شدت وحدت اسلامی را مورد انتقاد قرار داد و از داعیان وحدت اسلامی به فروشندگان بضعة المصطفی یاد کرد.
او به انتقاد شدید از تضعیف کتاب بحارالانوار پرداخت و گفت: «چون در این زمان بی سوادی زیاد شده و رجال شیعه ناشناخته ماندند، وظیفه است که مفاخر این مذهب شناخته شوند. وظیفه انسانیت است که شکر منعم بجا آورده شود. مرحوم مجلسی کاری کرد که (لم یوجد له نظیر) و اهل فضل باید شکر این منعم را بنماید.»

### موضع در مقابل فلسفه و عرفان و تصوف
وی مانند بسیاری از مراجع و فقهای شیعه منتقد فلسفه و عرفان و تصوف مصطلح متداول در بین برخی علمای شیعه است و گاه انتقادهایی تند دارد بگونه‌ای که در حاشیه درس خارجش، خطاب به طلبه‌ای که در مورد عرفان و فلسفه از وی پرسیده بود، گفت: «عرفان پیش من است، همهٔ مولوی را می‌خواهید پیش من است، هرجا را می‌خواهید برایت می‌گویم، فلسفه را بخواهید از اول اسفار تا آخر از هرجا بگی، از اول مفهوم وجود تا آخر مباحث طبیعیات برایت می‌گویم، اما همه‌اش کشک است. هرچه هست در قرآن و روایات است.»
حسن رمضانی از استادان فلسفه و عرفان این برداشت و مخالفت وی با فلسفه را نامناسب، جسورانه و خلاف انصاف و عدالت دانست.
محمد حسن وکیلی از استادان جوان حوزه علمیه مشهد و از مدافعان فلسفه و عرفان اسلامی در نقد از مواضع وی ادعا کرده وحید خراسانی ۴ یا ۵ سال بیشتر فلسفه ندیده و از جوانی تحت تأثیر میرزای اصفهانی بوده و از نظر علمی فتوای فقیه در غیر از مسائل حوزه تخصّصی فقهی اعتبار ندارد. این در حالی است که گزارشهایی از تخصص در تدریس قوی حسین وحید در فلسفه و منطق در ایام جوانی وجود دارد. بنا بر این گزارش‌ها او به تصدیق استادان بزرگ فلسفه مانند میرزا مهدی آشتیانی و محمد تقی آملی نایل به فهم عمیقی از مسائل فلسفی بوده است. برخی نیز انقلاب فکری استاد بزرگ فلسفه میرزا محمد تقی آملی در مخالفت با ملاصدرا را نتیجه بحث‌های وحید خراسانی با او می‌دانند. از این رو محمد حسن وکیلی باید مستنداتی برای اثبات ادعای عدم اشراف وحید خراسانی بر فلسفه بیاورد. این طلبه جوان همچنین باید مدرکی برای اثبات تخصص خود در فلسفه ارائه دهد تا اظهار نظرش در این زمینه مورد اعتنا واقع شود.
او همچنین مدعی است: "همین بزرگوار در زندگی علمی‌شان شاید حداکثر ۴ یا ۵ سال درس فلسفه ثبت شده است. اگر کسی ۴، ۵ سال اصول بخواند بعد بگوید همه اصول در سینه من است ولی همه‌اش کشک است باور می‌کنید یا می‌گویید سوء تفاهم شده است؟" این ادعا نیز با اشراف وحید خراسانی بر مبانی فلسفی ناسازگار است و نیاز به بررسی دارد.
محمدحسن وکیلی در ادامه در نقد وحید خراسانی می‌گوید: "همین بزرگوار در جای دیگری دربارهٔ کمپانی به این مضمون می‌فرمایند که «گوشتان را در فاطمیه به آن کسی بدهید که مثل میلانی و خوئی به ریزه‌خواری خوان شاگردی او افتخار می‌کردند.» کمپانی کسی است که فهمیدن حاشیه‌اش بر کفایه (نهایة الدرایه فی شرح الکفایة) نشانه علم و فضل است و نابغه بوده است. خب همین کمپانی را مظفر در مقدمه اسفار می‌فرماید به فهم اسفار ملاصدرا افتخار می‌کرده و می‌فرمود اگر کسی پیدا شود که اسفار را بفهمد، از نجف نزد وی می‌روم تا شاگردی کنم.
آیا می‌شود اسفار کشک باشد و کمپانی که نابغه شیعه است و به قول همین بزرگوار، آقای میلانی و آقای خوئی افتخار می‌کنند که ریزه‌خوار خوان شاگردی او هستند، دربارهٔ کشک چنین حرفی بزند؟! می‌شود بزرگ‌ترین و خوش‌استعدادترین فقهای شیعه عمر خود را سال‌ها سر کشک صرف کنند و اسفار درس بدهند و درس بگیرند؟ کمپانی حاشیه‌اش بر کفایه را در حدود ۲۵ تا ۳۰ سالگی نوشته و آخوند خراسانی زنده بوده‌اند. آن وقت در آخر عمر که موقع پختگی وی است کتاب می‌نویسد و با اینکه اول مخالف بوده در آخر عمر از وحدت وجود دفاع می‌کند. اگر حاشیه جوانی‌اش مایه افتخار فقهاست باید بفهمیم وحدت وجود چقدر عالی است که ایشان در سنین ۴۰ یا ۵۰ سالگی آن را فهمیده و از آن دفاع کرده است. معلوم است که کشک نیست و بلکه حقایقی است عالی که افرادی مثل کمپانی بدان رسیده‌اند. وقتی می‌بینیم یک بزرگواری ۴ یا ۵ سال بیشتر فلسفه ندیده‌اند و از جوانی هم تحت تأثیر میرزای اصفهانی بوده‌اند و می‌گویند کشک است ولی ده‌ها نابغه دیگر که ۱۵–۲۰ سال این علوم را نزد استاد فن خوانده‌اند، می‌گویند اینها درّ و جواهر است، خب هر منصفی می‌فهمد که باید به حرف کدام یک تمسّک کند. البته این فقهای بزرگوار روی غیرت دینی این مطالب را می‌گویند ولی سوء تفاهم است. اگر کسی می‌خواهد بگوید اینها کفر است یا کشک است یا هر چه، اول باید چند صفحه‌ای در فلسفه تألیف کند تا تخصّصش اثبات شود بعد تازه به عنوان یک متخصّص در مقابل صد متخصًص نظر بدهند. فعلاً تعارض حرف این بزرگان با موافقان فلسفه تعارض غیر متخصّص با متخصّص است؛ چون هیچ اثر تخصّصی در این مسائل ندارند. این در حالی است که بسیاری از متخصصان مانند یحیی یثربی در فلسفه بعد از سال‌ها تتبع از فلسفه ملاصدرا رویگردان شده‌اند.
اینگونه ادعاها در حالی است که بسیاری از فقها و علمای شیعه مانند وحید خراسانی بر فلسفه و عرفان متداول در حوزه‌های شیعی نقدهای اساسی دارند و موضع‌گیری وحید خراسانی در راستای انتقادات فقهای بزرگی همچون علامه مجلسی، میرزای قمی، شیخ جعفر کاشف الغطاء، سید محمد کاظم یزدی، سید ابوالحسن اصفهانی، سید حسین بروجردی، سید ابوالقاسم خویی و سید علی سیستانی است. از این می‌توان مخالفت با فلسفه و عرفان و بیگانه دانستن آن نسبت به معارف اسلامی را یک سنت دیرین غالب در حوزه‌های شیعی دانست.

## پایه‌گذاری عزاداری فاطمیه
حسین وحید خراسانی از پایه‌گذاران عزاداری و تعطیل شدن رسمی فاطمیه (درگذشت فاطمه زهرا) می‌باشد. او در این روز و در روزهای درگذشت علی ابن ابیطالب و جعفر بن محمد الصادق پیاده از دفتر خود تا مرقد فاطمه معصومه دختر موسی بن جعفر در شهر قم عزاداری می‌کند.

## فتاوای خاص
وحید خراسانی در پاسخ به استفتا در مورد بازی شطرنج در پایگاه اطلاع‌رسانی خود اعلام نموده است:
در صورتی که برد و باخت مالی باشد حرام است؛ و در صورتی که برد و باخت مالی نباشد بنا بر احتیاط واجب اکید حرام است و زمانی برد و باخت نیست که قرار نباشد چیزی به برنده بدهند و فقط بازی کردن باشد.
همچنین وی کشیدن نقاشی انسان و حیوان و نیز ساختن مجسمه را بنابر احتیاط واجب جایز نمی‌داند.
وی دربارهٔ بازاریابی شبکه‌ای نیز می‌گوید: بنابر احتیاط واجب صحیح نیست و این احتیاط قابل رجوع به مجتهد دیگر نیست. (احکام جوانان؛ ص ۲۴۶)

## آثار
آثار حسین وحید خراسانی عبارتند از:
- توضیح المسائل[۴۳]
- شرح بر شرایع الاسلام[۴۴]
- حاشیه‌ای بر کفایه[۴۴]
- حاشیه‌ای بر مکاسب محرمه[۴۴]
- حاشیه بر عروه الوثقی[۴۴]
- منتخب توضیح المسائل[۴۳]
- منهاج الصالحین[۴۳]
- آشنایی با اصول دین[۴۵]
- مناسک حج[۴۳]
- منتخب احکام عمره مفرده[۴۶]
- احکام بانوان[۴۷]
- احکام جوانان[۴۸]
- مختصری از احکام پزشکی[۴۹]
- مصباح‌الهدی و سفینه‌النجاه[۵۰]
- زینت عرش خدا، نور چشم خاتم انبیاء، حسن مجتبی[۵۱]
- موسی بن جعفر علیهما السلام، نورالله فی ظلمات الأرض[۵۲]
- چراغ هدایت، کشتی نجات[۵۳]
- نفس نفیس خاتمیت[۵۴]
- حلقه وصل رسالت و امامت
- به یاد اول مظلوم روزگار
- در آستانه مصیبت عظمی شهادت صدیقه کبری
- ریحانه رسول‌الله
- بیاد آن که مذهب حق یادگار اوست
- بیاد بضعه خاتم‌الانبیاء در طوس شمس الشموس
- به یاد آخرین خلیفه و حجت پروردگار

## شاگردان مطرح
سید علی میلانی
سید محمد حسینی زنجانی
سید محمدجواد طباطبایی بروجردی
محمدجواد فاضل لنکرانی
سید هاشم حسینی بوشهری
سید محمد واعظ موسوی
حبیب‌الله رهبر
سید حسن افتخارزاده